# Tetractomia solomonense
Tetractomia solomonense är en vinruteväxtart som beskrevs av Thomas Gordon Hartley. Tetractomia solomonense ingår i släktet Tetractomia och familjen vinruteväxter. Inga underarter finns listade i Catalogue of Life.